# Philip Hone
Philip Hone (New York, 25 ottobre 1780 – New York, 5 maggio 1851) è stato un politico statunitense, 57° sindaco di New York.